# Suphalomitus difformis
Suphalomitus difformis is een insect uit de familie van de vlinderhaften (Ascalaphidae), die tot de orde netvleugeligen (Neuroptera) behoort. 
Suphalomitus difformis is voor het eerst wetenschappelijk beschreven door McLachlan in 1871.